# Кајмак (филм)
Кајмак (мкд. Кајмак) је македонски филм Милча Манчевског из 2022.

## Улоге
| Глумац              | Улоге           |
| ------------------- | --------------- |
| Александар Микић    | Карамба         |
| Камка Тоциновски    | Ева             |
| Сара Климоска       | Доста           |
| Симона Спировска    | Данче           |
| Ана Стојановска     | Виолетка        |
| Филип Трајковиќ     | Методи          |
| Петар Мирчевски     | Богдан          |
| Матеа Јанковска     | Саманта         |
| Ратка Радмановиќ    | Натка           |
| Благоја Чоревски    | Мишко           |
| Соња Михајлова      | Благица         |
| Филип Мирчевски     | Горан           |
| Никола Ристески     | Владо           |
| Емилија Мицевска    | Бенита          |
| Лазе Манасковски    | Кум             |
| Жаклина Петровска   | Сузе            |
| Горги Јолевски      | др. Ангелковски |
| Ангела Димитрова    | Уна             |
| Дејан Лилић         | Јоаким          |
| Александра Пешевска | Мирка           |
| Горан Трифуновски   | Слободан        |
| Марко Трајковић     | Горазд          |
| Јасмина Василева    | Кумата          |
| Ана Димитрова       | Габриела        |
| Крсте Родзевски     | Наке            |

## Спољашне везе
- Кајмак на веб-сајту  (језик: енглески)